# 福島県立四倉高等学校
福島県立四倉高等学校（ふくしまけんりつ よつくらこうとうがっこう）は、福島県いわき市四倉町に所在する県立高等学校。

## 設置学科
- 全日制課程　
  - 普通科

## 沿革
- 1948年4月15日 - 四倉町字館下65番地に開校（福島県告示第91号による）。定時制課程農業科1学級、家庭科2学級を置く。 大野、神谷に分校を開設、普通科1学級を置く。
- 1949年 - 水産製造科1学級、普通科2学級を増設する。
- 1951年 - 神谷分校を廃止。生徒は家庭科に統合、大野分校家庭科第3学年生を本校家庭科に統合。本校農業料、家庭科、水産製造科、普通科の第3学年及び普通科、家庭科、水産製造科の第2学年を通常課程に切り換える。定時制課程普通科2学級、通常課程普通科、家庭科並びに家庭科別科（2年制）各1学級を募集。
- 1952年 - 本校定時制課程普通科第2学年を通常課程に切り換える。 新たに定時制課程水産製造科別科学級を置く。大野分校家庭科第3学年を本校家庭科に統合、新たに定時制家庭科別科、農業科別科各1学級を置く。
- 1953年 - 大野分校定時制農業科を廃止。
- 1955年 - 定時制水産製造科別科を通常課程に変更、大野分校の生徒募集中止。
- 1956年 - 大野分校廃止。
- 1962年 - 定時制普通科廃止。
- 1963年 - 1学年普通科4学級、家政科2学級、水産製造科1学級となる。
- 1972年 - 水産製造科募集停止。普通科1学級増。
- 1994年 - 普通科6学級、家政科1学級となる。
- 1996年 - 普通科6学級となる。
- 2000年 - 普通科5学級となる。
- 2005年 - 普通科4学級となる。
- 2022年 - 県立高等学校改革にて2026年に

平商業高校と統合が発表される。

### 運動部
- ソフトテニス部
- 陸上競技部
- バスケットボール部
- バドミントン部

### 文化部
- 茶道部
- 美術部
- 家庭クラブ
- 華道部

## 交通
- JR常磐線四ツ倉駅下車、徒歩23分。
- 新常磐交通路線バス「四丁目」下車、徒歩5分